# SV Haiming
Der SV Haiming  ist ein österreichischer Fußballverein aus der Gemeinde Haiming im Bezirk Imst in Tirol und wurde 1973 gegründet. Der Sportverein war von 1988 bis 1990 in der Regionalliga West vertreten. Die Kampfmannschaft spielt derzeit in der Landesliga West.

## Geschichte
Nach dem Zweiten Weltkrieg wohnten deutschsprachige Flüchtlinge aus Jugoslawien und Rumänien im Barackenlager der Westtiroler Kraftwerke. Sie legten nahe davon einen Fußballplatz an. Die Fußballmannschaft aus dem Barackenlager nannte sich „Weiße Elf“, die die Basis vom SV Ötztal war, aus dem 1956 SV Haiming/Ötztal entstand.
Der Vorgängerklub SV Haiming/Ötztal verweilte in den 1960er Jahren sechs Jahre lang in der Tiroler Landesliga und vier Jahre in der Gebietsliga West. Im Juli 1968 weihte der Verein mit dem Spiel Bayern München Amateure gegen den SV Hall, die damals in der Regionalliga West spielten, die neue Sporteinlage ein. 
Der SV Haiming wurde 1973 registriert und startete mit seiner Kampfmannschaft in der 2. Klasse Oberland.

## Männerfußball
Am Ende der 1970er Jahre schaffte der Verein mit neuem Trainer den Aufstieg in die Tiroler Amateurliga. 
Durch eine Reform befanden sich die Haiminger in der Landesliga West und erreichten 1984/85 den Aufstieg in die Tiroler Liga und 1986/87 in die Regionalliga West, einer Liga der damaligen dritten Leistungsstufe Österreichs. 1990 stieg der Verein wieder in die Tiroler Liga, 1996/97 in die Landesliga West, 2002/03 in die Gebietsliga West und 2004/05 in die 1. Klasse West ab. Mit zwei Meistertiteln hintereinander stieg der Verein wieder in der Gebietsliga West auf, als Zweitplatzierter 2021/22 in die Landesliga.
Titel und Erfolge
- 3 × Drittligateilnahme (Regionalliga West): 1987/88 bis 1989/90
- 1 ×  Meister der Tiroler Liga: 1987

## Frauenfußball
Die Frauenfußballmannschaft des SV Haiming nahm erstmals in der Saison 2008/09 an einer Meisterschaft in der Frauen Landesliga teil.